# Macrojoppa ornaticornis
Macrojoppa ornaticornis är en stekelart som först beskrevs av Cameron 1885.  Macrojoppa ornaticornis ingår i släktet Macrojoppa och familjen brokparasitsteklar. Inga underarter finns listade i Catalogue of Life.